# 深南路
深南路，根据位置不同被称为深南大道、深南东路或深南中路，是中華人民共和國廣東省深圳市的一条东西向重要交通主干道。深南路东始于罗湖区深南沿河立交，西终于南山区南头检查站，全长约28公里，横穿罗湖、福田、南山三区，沿途经过深圳市各种主要组团，包括商业区、工业区和旅游区等；许多地标建筑也在此街上。事实上，它本身就是深圳的地标，2004年被评为“深圳八景”之一。

## 名称
深南路的前身是连接深圳墟和南头的深南公路，在北环大道通车前也曾经是广深公路（ 107国道）的一部分。
建市后，虽然原先公路走向被部分更改，但路名保留了下来。2002年曾有建议将此路改名为“深圳大道”，但建议最终搁浅。

## 构成
深南路分为三段：
- 深南沿河立交至紅嶺路部分称深南东路
- 紅嶺路至華富路部分称深南中路
- 華富路至深南北环立交部分稱深南大道

## 历史

### 早期历史
深南路前身是深圳墟至宝安县旧县城（即南头古城）的公路，约于1931年由古驿道改建而来，民国时期称是“宝深公路”，是当时宝安县县内联络的重要道路。中华人民共和国成立后，由于宝安县城迁往深圳墟，因此该公路，连着南头至东莞虎门太平的一段，称作宝太公路。

### 深圳建市之后
1980年，深圳经济特区成立，当时只有两条总长不到2公里的主要道路：人民路和解放路，对外运输则主要靠107国道（深南公路）。为方便特区内交通往来，深南路开始在原公路上建设。
同年，只有2.1公里长，7米宽的深南路（蔡屋围至原上步工业区段）建成。
1982至1983年，深南路开始修整拓建。然而随着深圳市的发展，拓建后道路开始繁忙。1983年，最初建成的一段深南路由7米扩展到60米。
1985年，深南东路（由蔡屋围到罗芳）及深南中路（人民医院门诊部到上海宾馆）建成，宽度也是60米。
后来修建西段深南大道，路宽定为140米，包括两侧绿化带各30米，及中央绿化带16米。由于深圳市决定建地铁，本来预留给高架轨道交通的道路中央地带就做了绿化带。
1990年深南路全线基本成形，之后没有再拓宽和伸长。
1997年，深南路再次进行改造，改造后深南路全长28公里，最宽处达130米，成为深圳的地标之一。
深南路原来在深南-华富路口和深南-上步路口有两个花坛式的回旋路口，当时两处地方未设立红绿灯。深南中路路中心的绿化带，以及马路两侧的自行车专用通道，也随着地铁工程、马路扩建被取消。
2006年至2007年期間，深南路全線進行了修整。
2015年1月，深南路东门路口至文锦路口路段设置潮汐车道。

## 沿途地标和重要组团

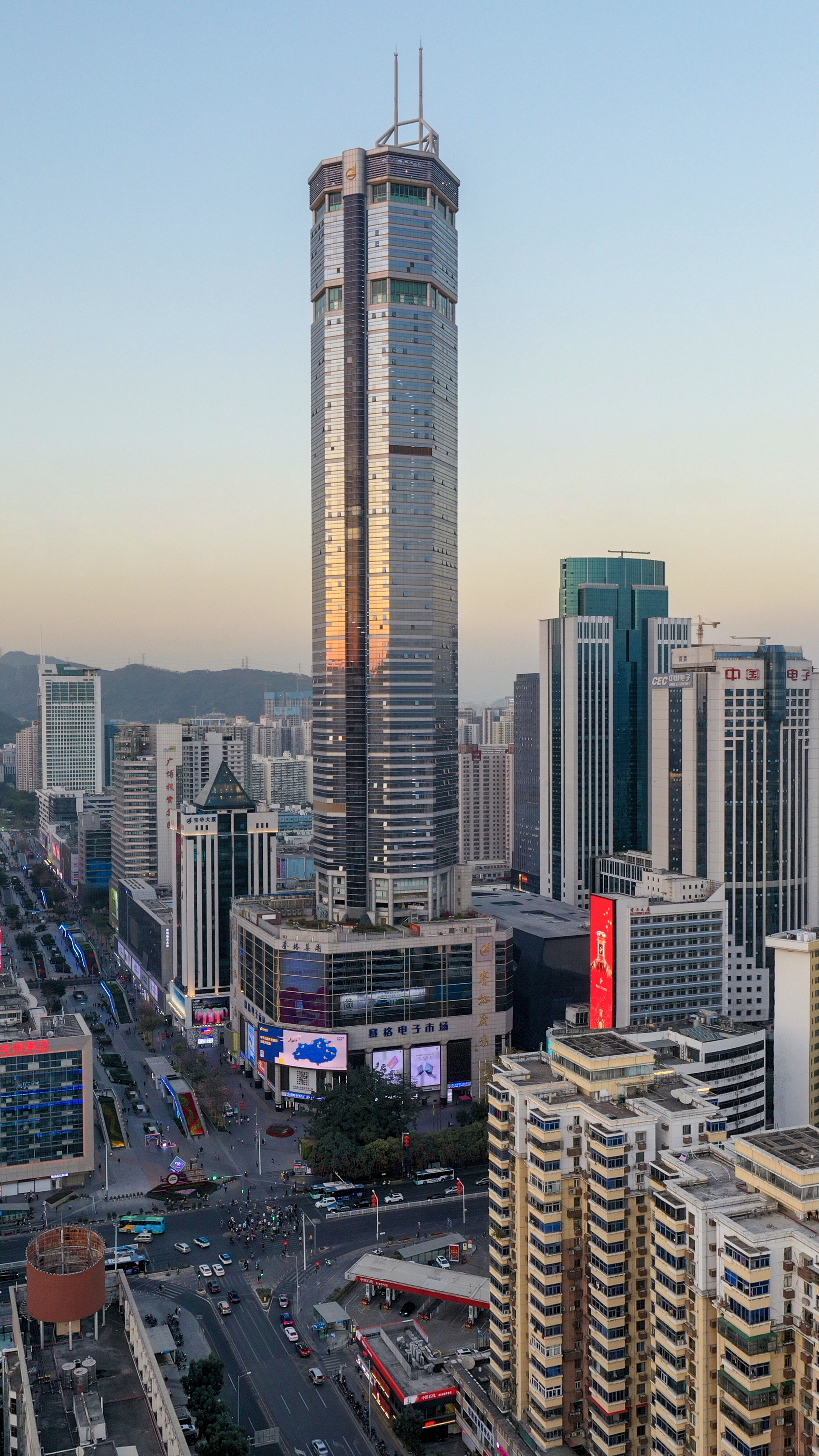
位于华强北区域，深南路北侧的赛格广场，也是深圳第五高楼

### 深南东路
- 人民南商圈
- 东门商圈
- 地王商圈
  - 信興廣場(又名地王大厦)
  - 華潤·萬象城
  - KK Mall
  - 京基100
  - 深圳书城
  - 深圳证券交易所旧址
  - 平安银行大厦（前深圳發展銀行大厦）
  - 深圳大剧院

### 深南中路
- 邓小平画像
- 荔枝公園
- 孺子牛雕塑
- 新城市廣場
- 华强北商圈
  - 電子大廈
  - 賽格廣場
  - 汉国城市商业中心
- 上海宾馆

### 深南大道

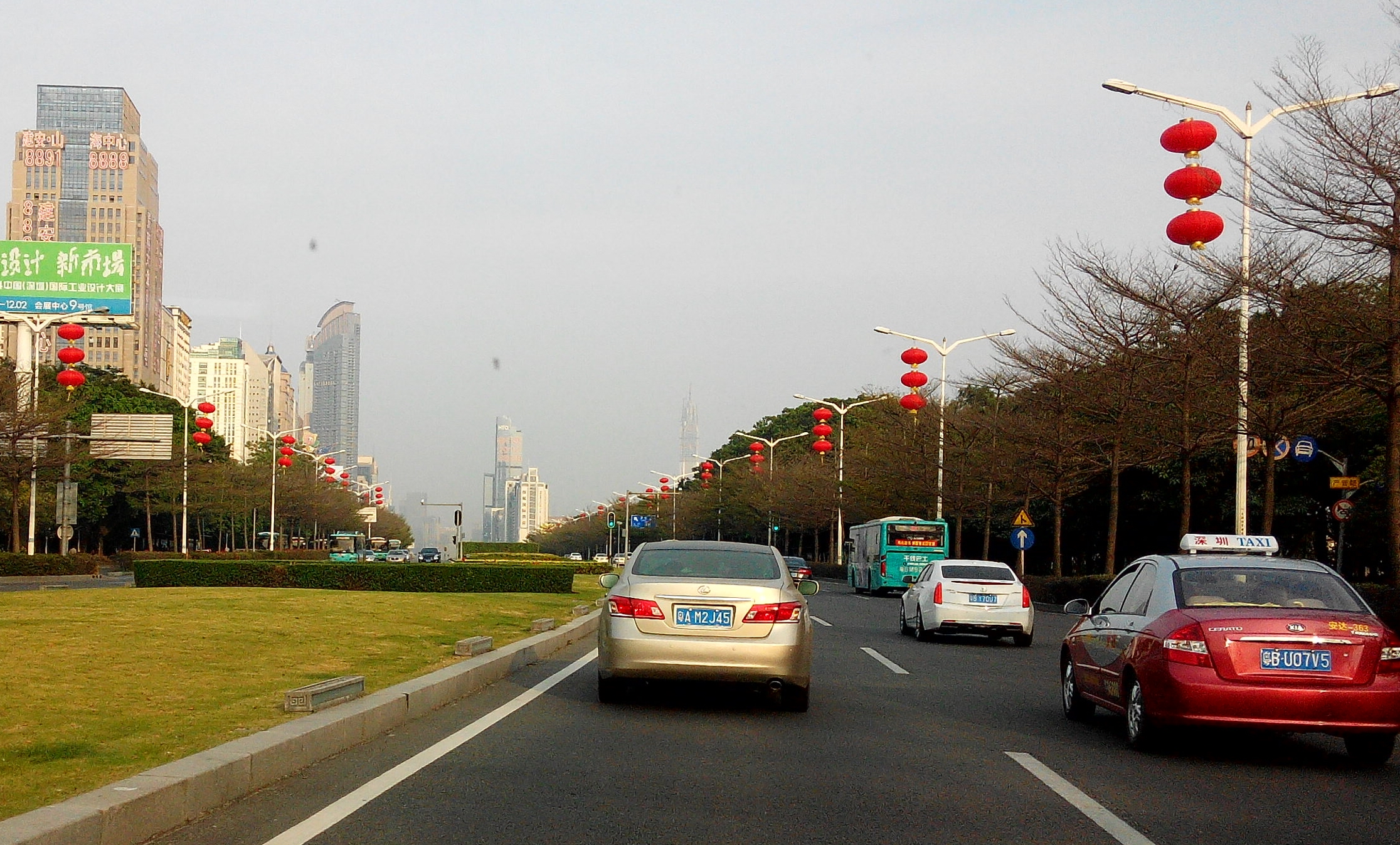
深南大道福田段

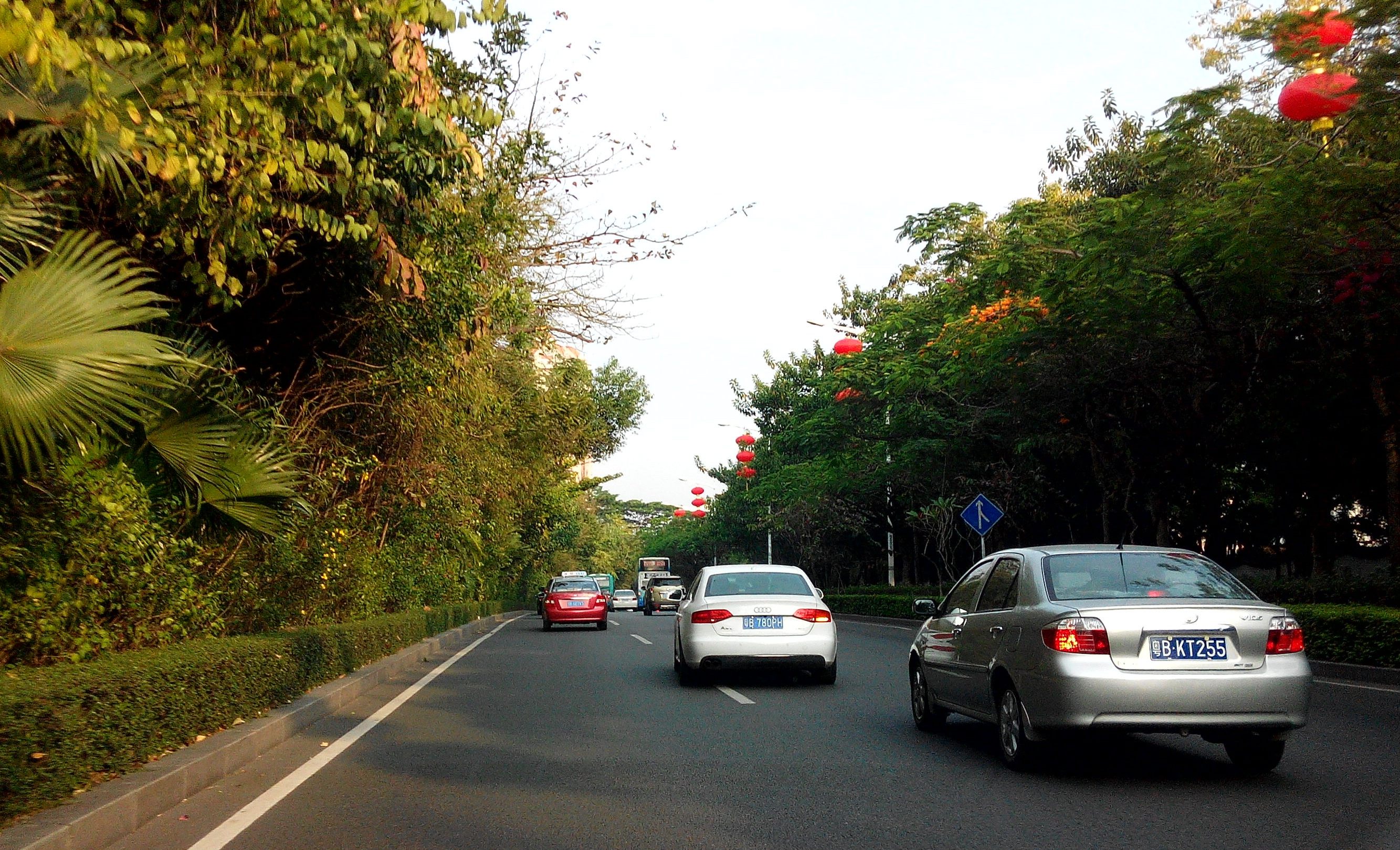
深南大道华侨城段

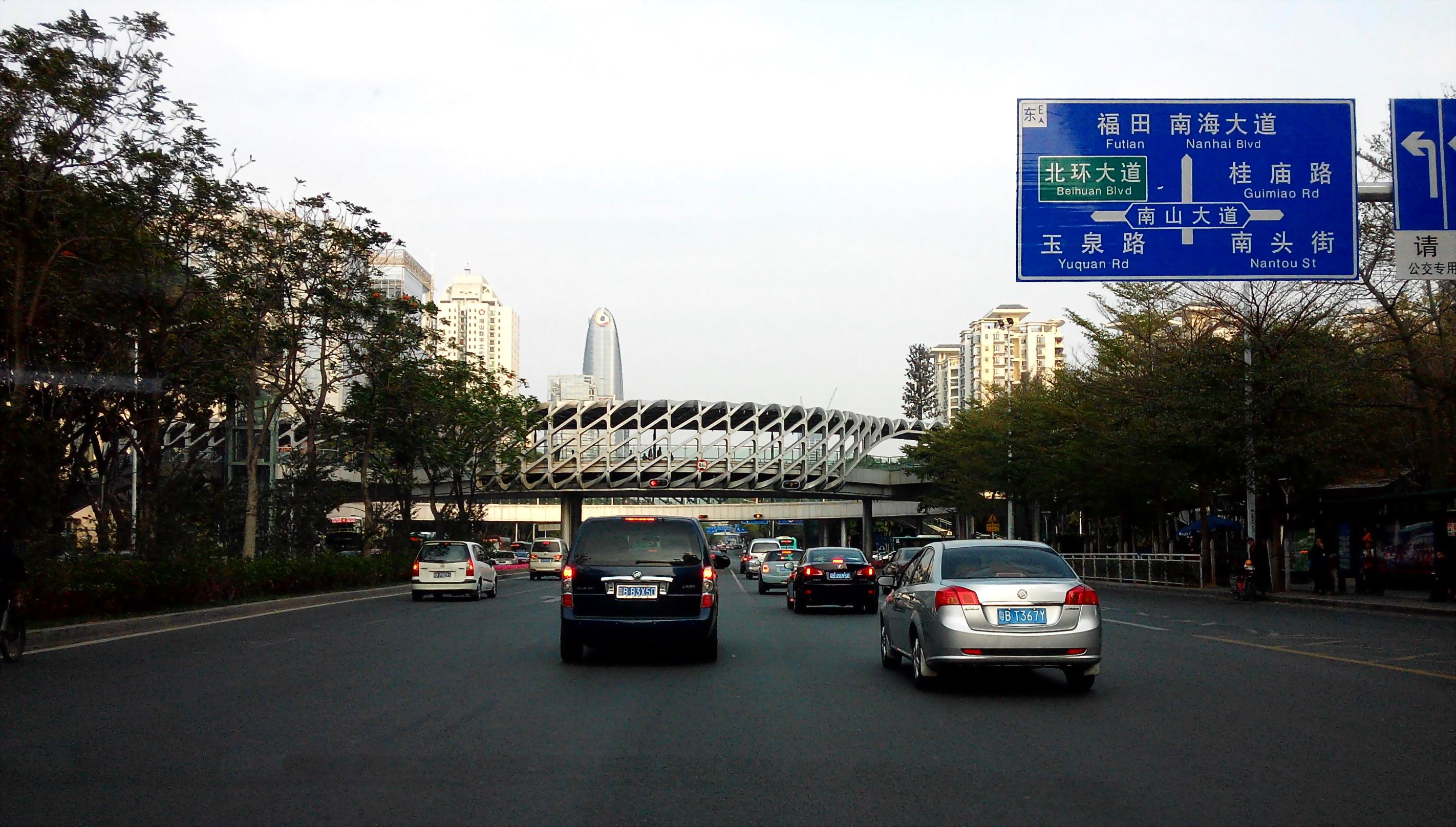
深南大道南头段

- 市中心区
  - 市民中心
  - 平安金融中心
  - 福田站
  - 深圳证券交易所新址
- 泰然工业区
- 车公庙
  - 招商银行大廈
  - 東海商務中心
- 竹子林
  - 园博园
  - 深圳地鐵竹子林車廠及地鐵舊總部
- 华侨城
  - 華僑城大廈
  - 锦绣中华及中国民俗文化村
  - 欢乐谷
  - 世界之窗
  - 益田假日廣場
- 高新科技園
- 萬象天地
- 漢京中心
- 深圳大學粤海校区
- 荔香公園
- 南頭古城
- 中山公園
- 南头检查站

## 交通

### 公共交通服务
由于深圳是个东西向的狭长地带，深南路自然承担了繁重的交通压力。在每天的高峰期，在东路、中路这些没有立交桥的路段上，堵车现象往往极其严重。因此深南路配备有充足的公交车线路，深圳地鐵1号綫、2号綫、5号綫及11号綫的一部分线路也是按照深南路的走向布线的。
途經深南路的地铁站有：
- █1号线：老街站、大剧院站、科学馆站、华强路站、香蜜湖站、车公庙站、竹子林站、侨城东站、华侨城站、世界之窗站、白石洲站、高新園站和深大站
- █2号线：黃貝嶺站、湖貝站、大剧院、崗廈北站、市民中心站、福田站和世界之窗站
- █3号线：老街站和福田站
- █4号线：市民中心站
- █5号线：黃貝嶺站
- █6号线：科学馆站
- █7号线：車公廟站
- █9号线：紅嶺南站和車公廟站
- █10号线：崗廈北站
- █11号线：崗廈北站、福田站和車公廟站
- █12号线：南頭古城站
- █14号线：崗廈北站

### 主要交匯道路
- 深南東路
  - 沿河路（深南沿河立交[1]）
  - 文錦路
  - 东门路
  - 建設路
  - 寶安路
  - 紅嶺路
- 深南中路
  - 紅嶺路
  - 上步路
  - 華強路
  - 華富路
- 深南大道
  - 華富路
  - 皇崗路（深南皇崗立交）
  - 彩田路（深南彩田立交）
  - 金田路（深南金田立交）
  - 益田路（深南益田立交）
  - 新洲路（深南新洲立交）
  - 香梅路
  - 香蜜湖路（香蜜湖立交）
  - 廣深高速公路（竹子林立交）
  - 僑城東路
  - 沙河東路
  - 沙河西路（深南沙河立交）
  - 南海大道（深南南海立交）
  - 中山園路—南山大道
  - 北環大道—月亮灣大道（深南北環立交）

## 其他
深圳有一支乐队叫做“深南大道”。